# Коптская книжная культура

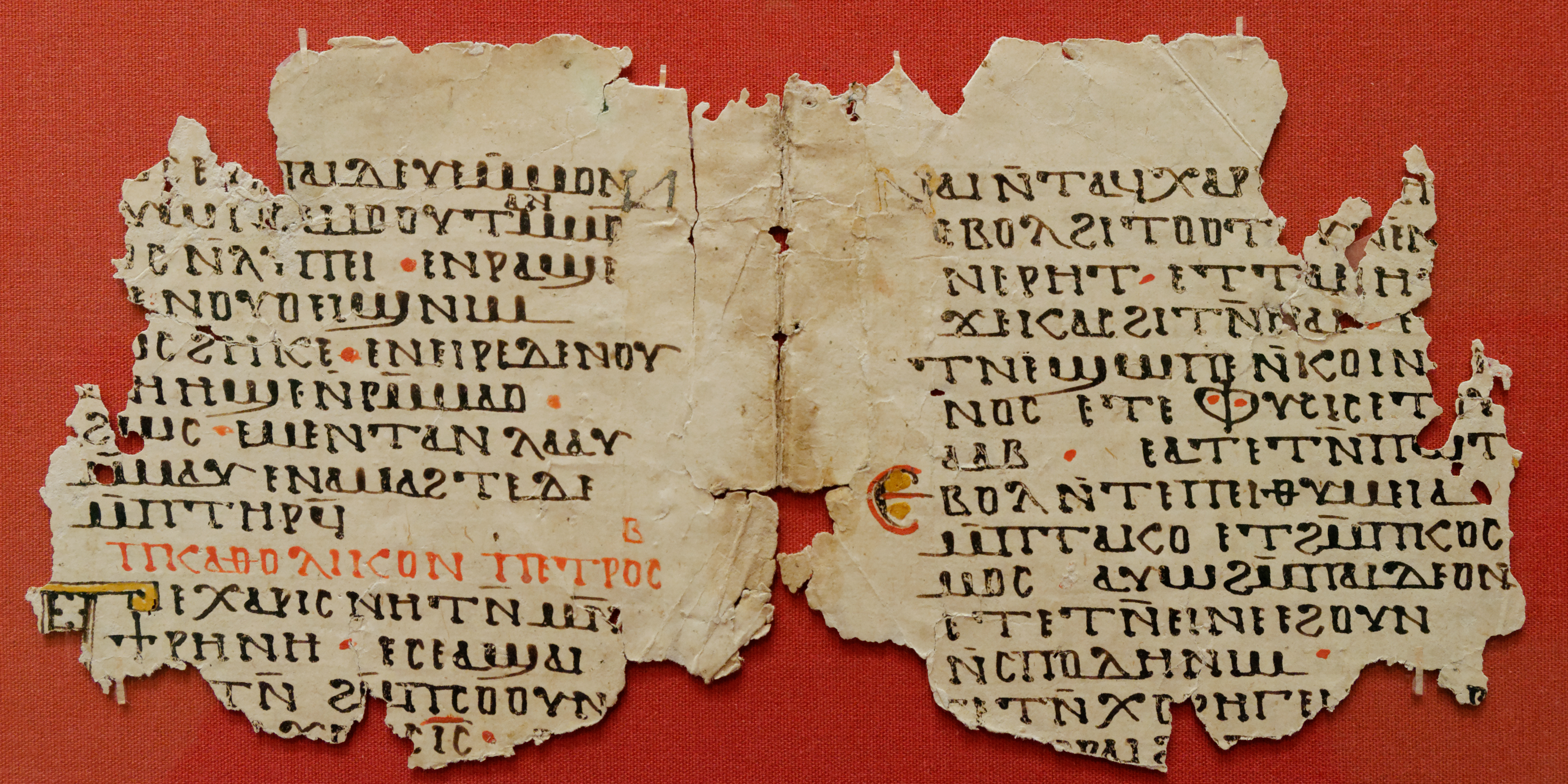
Литургический кодекс VII века из Белого монастыря, Лувр

Ко́птская кни́жная культу́ра — прямое продолжение древнеегипетской и греческой античной книжных традиций в позднеантичном и средневековом Египте. Коптский язык и литература фиксируются с конца III века — в связи с появлением письменных памятников, — и существовали в непрерывном развитии по крайней мере до XIV века. После этого копты переходят на арабский язык, хотя в официальное делопроизводство он был введён ещё в 706 году. Несмотря на то, что коптский язык включает более десяти диалектов и субдиалектов, в качестве литературных использовались, в основном, три — ахмимский, саидский и бохайрский (последний превратился в язык богослужения). Книжная интеллектуальная культура коптов развивалась до конца XVIII века — в виде составления словарей и грамматик, — практически переходя в научную коптологию. Копты-христиане очень рано освоили форму книги-кодекса — сначала папирусной, затем пергаментной, — а также создали переплётное дело, которое в определённой степени оказало воздействие на раннесредневековое книжное оформление в Европе и на мусульманском Востоке. Благодаря особенностям климата Египта сохранилось значительное число коптских рукописей III—IV веков практически в первозданном виде, а также несколько раннесредневековых книжных собраний, хозяева которых закопали их в песок пустыни, чтобы уберечь от уничтожения.

## Возникновение коптского языка и литературы

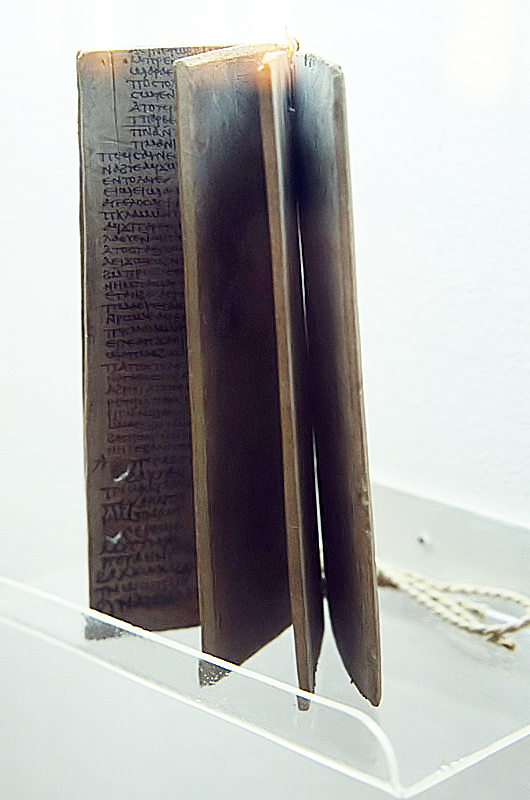
Коптский текст на деревянных табличках. Римский период, Эль-Харга, археологический музей

С конца IV века до н. э. государственным языком Египта стал греческий, он сохранял этот статус и в эпоху римского завоевания и византийскую эпоху. Греческий язык использовался культурной, экономической и политической элитой общества, однако традиционные элиты (провинциальное жречество) сохраняли египетский язык и демотическую письменность, которая употреблялась для документальных записей, а также медицинских и магических текстов, реже — художественной литературы. Демотическое письмо было крайне сложным и требовало многолетнего изучения, а кроме того, демотика делала невозможным перевод греческой литературы, особенно христианской, с её особой терминологией. Сами египтяне признавали неоспоримое удобство, простоту и точность греческого алфавитного письма.
Первые известные попытки записи египетского текста греческим алфавитом относятся к III веку до н. э. В греческом Гамбургском папирусе № 627, записанном в 246—245 годах до н. э., имеется вставка в полторы строки на египетском языке. К этому же времени относится фрагмент греко-египетского словаря, где египетские слова написаны греческими буквами. В Абидосском храме сохранилось одно граффити, написанное по-египетски греческими буквами около 200 года до н. э. От первых веков нашей эры сохранилось более десяти так называемых старокоптских текстов на архаическом египетском языке, записанных греческим алфавитом. Единого коптского алфавита не существовало, каждый писец пользовался индивидуальным набором добавочных демотических знаков, которыми дополнялась греческая азбука. Единый алфавит и нормы орфографии разработали переводчики Библии. Первые переводы Писания были сделаны на саидском диалекте, который в ту эпоху, по-видимому, был языком образованных египтян. На базе этих переводов возник в III веке первый литературный коптский язык — саидский диалект, на котором творил и крупнейший коптский писатель — настоятель Белого монастыря Шенуте (жил между 333 и 451 годами). Когда в Римской империи христианству был дан официальный статус, в Египте были основаны первые монастыри, в том числе в Табеннесе, заложенный в 320 году. Монастыри стали центрами кристаллизации и распространения новой интеллектуальной культуры — христианской коптской.

## Тематика и содержание коптской литературы

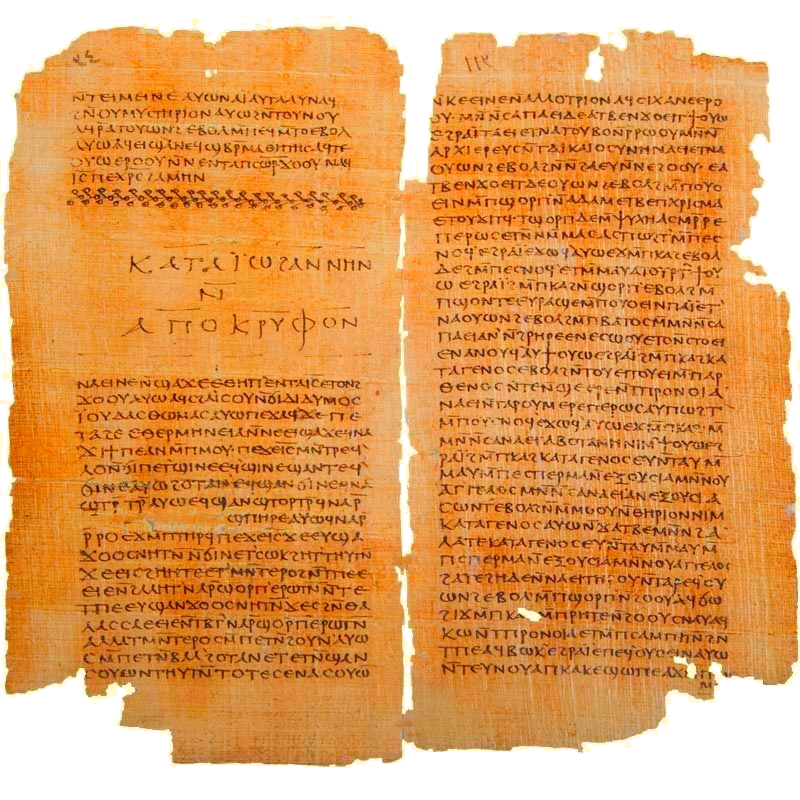
Папирусный кодекс II из Библиотеки Наг-Хаммади. Заголовок «Апокрифа Иоанна», Коптский музей

Одной из главных особенностей начального этапа развития коптской книжной культуры в III—V веках было абсолютное преобладание переводной литературы (с греческого языка). Хотя коптский язык включает пять диалектов и около 10 субдиалектов, на письме в период живого существования языка зафиксированы только два — саидский и субахмимский, которые в известной степени соперничали друг с другом. Коптский перевод Священного Писания, видимо, был выполнен ещё в III веке. Однако с христианской традицией конкурировали гностицизм и манихейство, чьи тексты составляют значительную часть книжного репертуара ранней коптской литературы. Коптский гностический фонд включал евангелия, апокалипсисы, апокрифические деяния апостолов, трактаты, послания, поучения, толкования. К IV веку относилась миссионерская деятельность манихеев в долине Нила. Манихейские сочинения сохранились преимущественно в коптских переводах IV—V веков. Из-за активности египетских христиан гностические и манихейские общины исчезли к концу V века, благодаря этому сохранились библиотеки, спрятанные в песках пустыни. Гностические труды почти все созданы на саидском диалекте, а манихейские — на субахмимском. Большинство этих сочинений было ранее неизвестно науке или известно только в отрывках и упоминаниях у греческих авторов.
Оригинальная коптская литература количественно всегда уступала переводной. В ранний период её назначение было чисто утилитарным. Первым известным по имени писателем был Пахомий Великий, основатель первых монастырей. Жанры коптских произведений того времени — уставы, поучения, проповеди, речи и послания. Главным образом они касались внутримонастырской жизни, отношений монастырей друг с другом и с окружающим населением. К IV—V векам относятся коптские письменные памятники церковно-исторического содержания. С греческого переводились соборные постановления, списки участников соборов, но особенно охотно — повествования о них, которые давали пищу художественному воображению и плавно сливались с романными сюжетами.

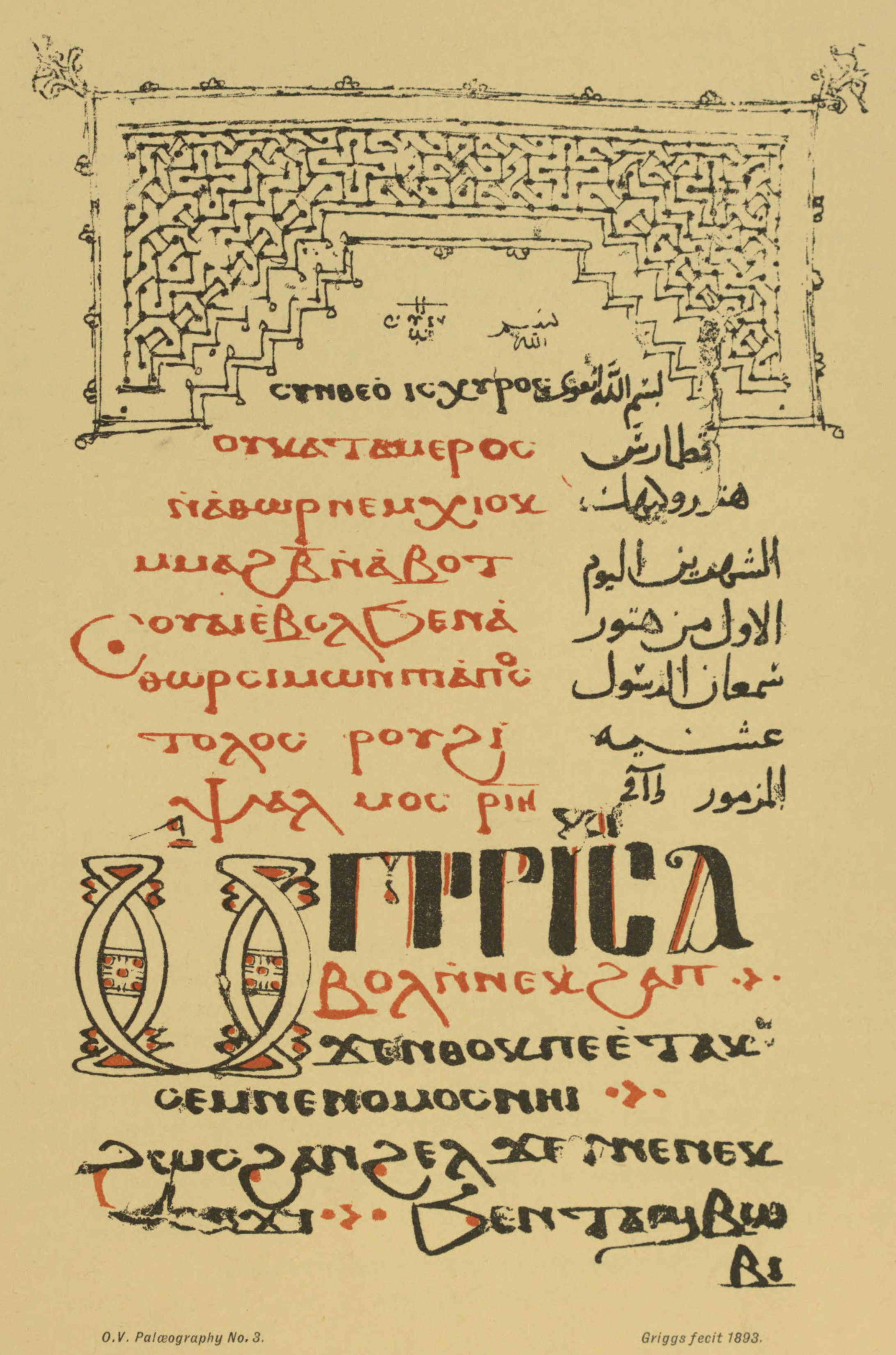
Литургический коптский текст с арабским переводом, XV век. Иллюстрация из «Palæography: Notes upon the History of Writing and the Medieval Art of Illumination»

Античная научная традиция в коптской письменности представлена всего двумя текстами — полуфольклорным «Физиологом» и трактатом «О самоцветах» Епифания Кипрского. Главным в данных сочинениях были христианско-аллегорические толкования. Своеобразным стыком магии, нумерологии и филологии был мистико-философский трактат «О сокровенных смыслах греческих букв» апы Себы (V—VI века), созданный под влиянием труда Гораполлона о египетских иероглифах «Тайны египетских письмён» (по-видимому, конец IV века; сохранился только в греческом переводе).
После арабского завоевания в литературу шире проникают фольклорные заимствования и возникает поэзия. Поскольку сошла на нет авторитарная роль государственной церкви, распространяются светские сюжеты и возрождается жанр романа-легенды. Был создан языческий по духу «Роман о Камбисе» — воспевающий военную доблесть египтян и фараона, которому покровительствуют Амон и Апис (этот сюжет близок циклу о Петубастисе IX—VIII веков до н. э., сохранившемуся в демотических папирусах). Существовал и «Роман об Александре», переведённый с греческого. Коптская поэзия подобна древнеегипетской — она лишена размера и рифмы и строится на ритмико-смысловой основе; она предназначалась для пения или речитатива на определённый образцовый манер, который указывался особо. К XIV веку единым церковным языком становится бохайрский диалект, и начинается постепенное отмирание живого коптского языка, которое растянулось на столетия. Это привело к созданию коптской филологии и созданию специфического жанра лествицы, представленной словарями и грамматиками, сопровождаемыми арабскими пояснениями. В середине XIII века Иоанн Саманнудский писал:

Так как коптский язык исчез из разговора, отцы уже составили лествицу, в которой собрали весь язык, все его имена и глаголы, чтобы дать пособие для перевода.
Восходили все эти пособия к жанру словников-энциклопедий, разбитых по тематическому принципу, известных на папирусах с XVIII века до н. э. Коптские филологи находились под сильным арабским влиянием, а последние работы такого рода уже напрямую смыкались с научной коптологией: последнее сочинение традиционного жанра — грамматика Туки — было напечатано в 1778 году.

## Книжная техника

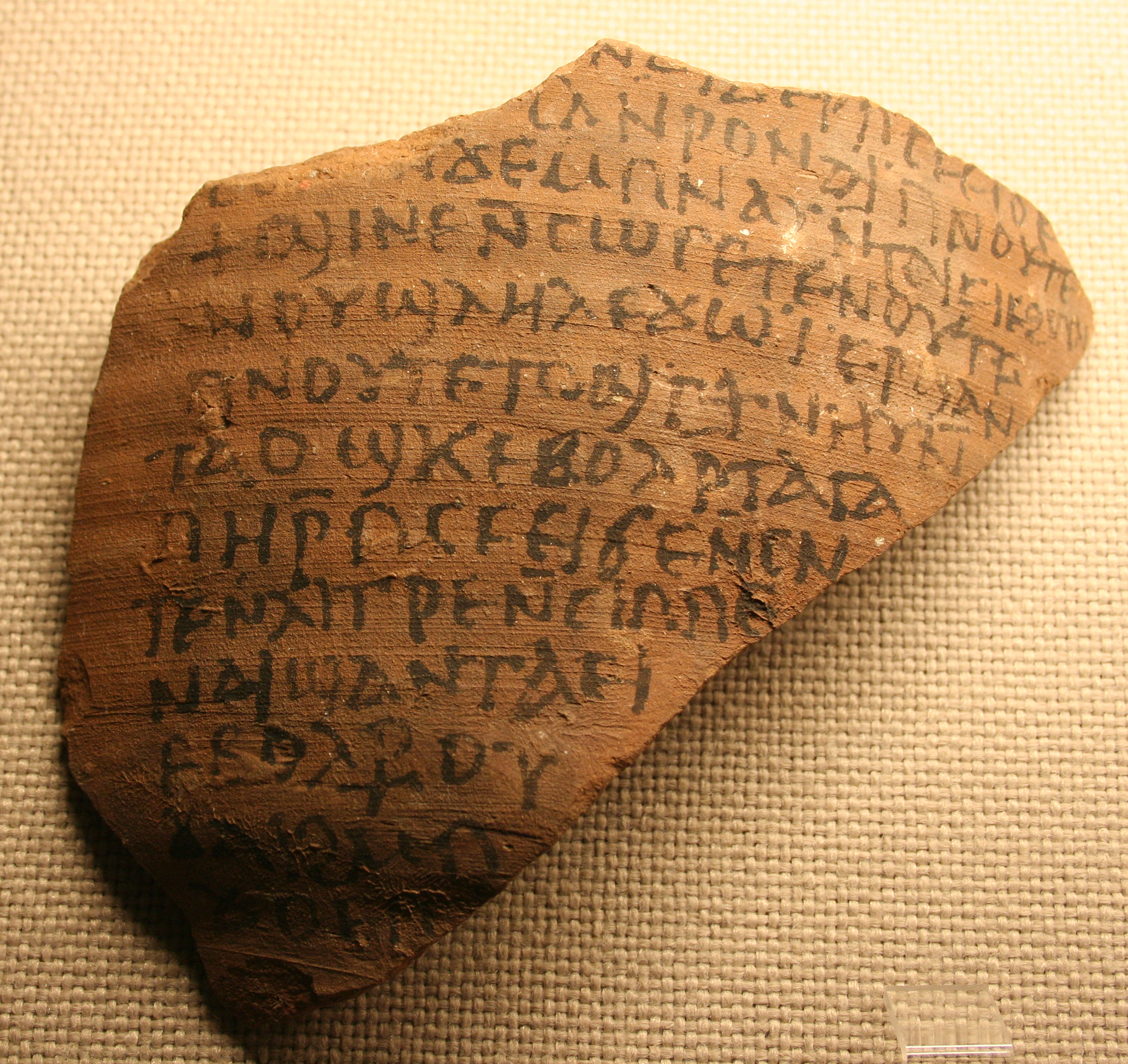
Коптский остракон VII века. Египетский музей, Лейпциг

Коптские книги создавались в монастырях, где переписывались, как правило, по частным заказам; отдельные отшельники тоже зарабатывали на жизнь переписыванием рукописей. В монастырские библиотеки книги попадали путём дарения, часто они изготавливались в той же обители, для которой предназначались. Отдельных скрипториев поначалу не существовало, переписывание осуществлялось в комнатах для общих работ, школах, даже кельях монахов. Лишь в документах после X века упоминаются «дома каллиграфов», существовавшие в крупнейших монастырях.

### Писчий материал. Терминология
Первоначально коптские книги изготовляли из папируса. Коптская терминология довольно разнообразна: для писчего материала использовалось греческое слово хартес, книга обозначалась термином джооме. Папирус-растение мог называться по-коптски джоуф или заимствованным из сирийского языка словом тербейн. Слово папирус в документах встречается всего лишь единожды в послании Иоанна, епископа Шмуна. По мере внедрения пергамента слово «хартес» стало обозначением документа вообще. Папирус был довольно дорог, поэтому для частных посланий и обучения письму использовали черепки-остраконы и ненужные уже исписанные папирусы. В ряде случаев с папируса смывали текст и использовали его повторно (палимпсест). Для изготовления пергамента в Египте использовали кожи овец и коз, иногда — даже газелей. Для обозначения пергамента использовалось греческое слово мембрана, чаще в форме эпитета к «книге» (мембранон джооме), реже — исконное слово шаар («кожа»), ещё реже — термин «джооме». Бумажное производство возникло в Файюме в VIII веке, но египетская бумага долгое время уступала по качеству сирийской и багдадской. Производство папируса окончательно прекратилось в X веке, но пергамент был полностью вытеснен бумагой только к XV веку.
В греко-римскую эпоху для письма стали использовать тростник, название тростника перешло и на орудие письма — по-гречески каламос (перешло в арабский язык), по-коптски — каш. Калямы достигали 20 см в длину и 1,5 мм в диаметре. С III века их стали расщеплять, что позволяло выписывать тонкие линии. Известно, что монахи обители Св. Епифания в Фивах использовали тростники длиной 25 см и диаметром 1 см, которые обрезали по мере износа. Для старых перьев использовали деревянные удлинители. Чернила в коптском Египте изготовляли традиционным образом — из сажи, замешанной на гуммиарабике. Чернила разводили водой в пропорции 2:1. Для пергамента использовали железистые чернила, которые глубоко въедались в его поверхность, но выцветали со временем, приобретая красновато-коричневую окраску. Красные чернила для инициалов делали из охры или киновари, для миниатюр использовали пурпур, золото и серебро. Строки на папирусе разлиновывали свинцовым колёсиком, а на пергаменте линии проводили тупой стороной перочинного ножа, оставлявшего вдавленные следы.

### Формы книг

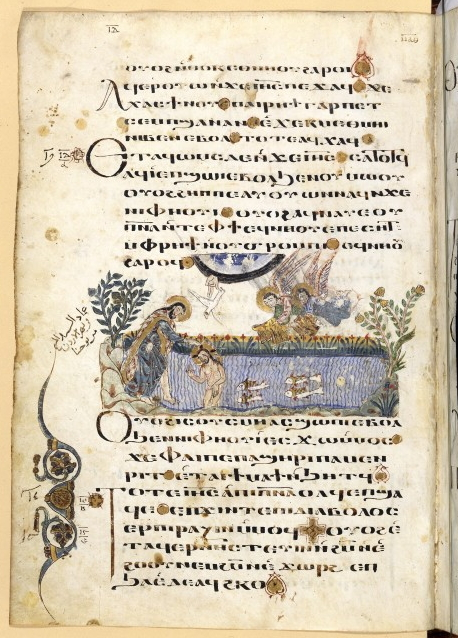
Крещение Христово. Хорошо видны знаки препинания и особенности оформления коптского текста без арабских элементов. Миниатюра из рукописи Четвероевангелия, примерно 1180 года. Национальная библиотека Франции

Практически все коптские книги имеют форму кодекса. Древнейшие египетские кодексы относятся ко II веку, они могли быть как пергаментными, так и папирусными. Свитков сохранилось только шесть, все с текстами на ахмимском диалекте, христианского содержания. В Наг-Хаммади были обнаружены 13 хорошо сохранившихся кодексов IV века, а М. Бодмер приобрёл около двух десятков коптских кодексов III—IV веков, среди которых папирус с древнейшим текстом Евангелия от Иоанна на бохайрском диалекте (ранее не было известно бохайрских текстов моложе IX века).
Ранние папирусные кодексы включали не более 50 листов, сложенных в одну тетрадку, то есть их объём не превышал 200 страниц: поскольку переплёт был мягким — кожаным на папирусной основе, — при бо́льшей толщине блока корешок испытывал слишком большую нагрузку. Форматы кодексов разнообразны — от квадратных с длиной стороны 10—15 см до формы двойного квадрата, то есть с отношением высоты к ширине 2:1, с высотой около 30 см. Квадратная форма листа объяснялась хрупкостью папируса, поэтому у часто используемых книг делали максимально широкими поля, а текст записывали в одну колонку. Текст на пергаментных кодексах писали в две колонки. Первоначально информацию о книге, включая заглавие, писали в самом конце — эта традиция осталась от книг-свитков, но довольно быстро заглавия стали писать на первом листе, а в конце остался колофон, в котором иногда сообщалась информация о владельце книги или переписчиках и оформителях. Знаки препинания копты заимствовали у греков — коронида, дипла и обел, но со временем они превратились в форму орнаментации. Точка появилась только к X веку, её оформляли как цветок или плетёную розетку. В ранних рукописях применялся Crux ansata, восходящий к древнему анху, его ставили на полях, в конце текста или же он занимал отдельный лист с богатой орнаментацией. Коптский крест появился в рукописях с IX века.

### Оформление. Переплёт

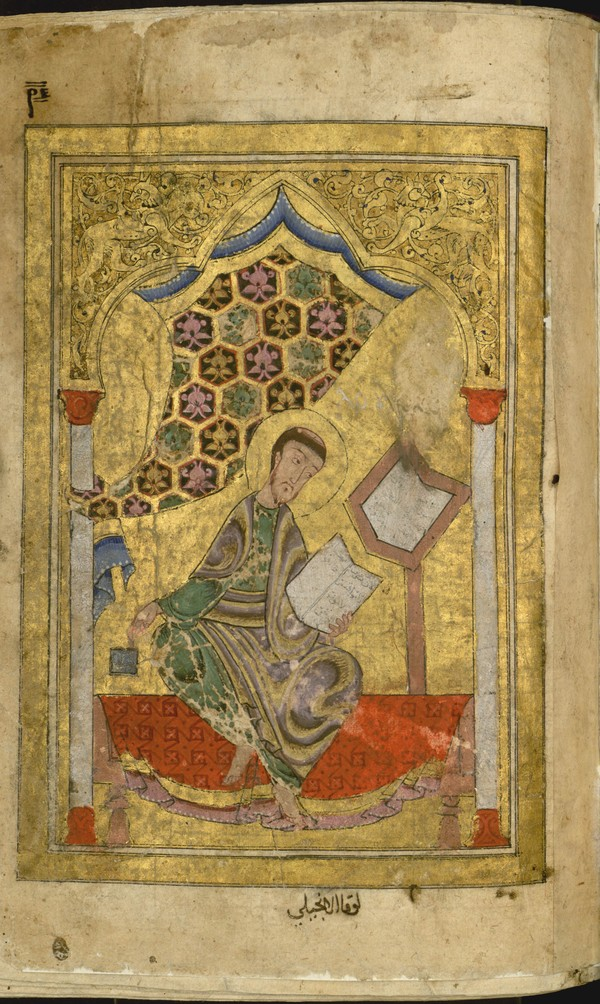
Евангелист Лука. Коптская миниатюра из евангелиария с арабскими пояснениями, около 1250 года. Библиотека Фельса в Парижском католическом институте

До V века текст практически никак не украшали, это объяснялось монастырскими аскетическими требованиями; впрочем, они не распространялись на качество писчего материала и переплёта. В «Житии Пахомия Великого» говорится:

Он также учил братьев не обращать внимания на привлекательность и красоту этого мира, будь то хорошая пища, или одежда, или помещение, или красиво оформленные книги.
Только с VI века начинается украшение книг, но до VIII века оно было скупым и аскетичным. С VI века появляются инициалы на полях, сначала просто в виде букв большого размера, без украшений. Помимо геометрического и растительного орнамента применялись изображения животных, особенно голубей, зайцев, собак, коз, газелей, львов и фантастических существ. Животные могли соединяться с орнаментальной вязью и инициалами. В общем, в коптской книжной иллюминации миниатюра занимала незначительное место по сравнению с орнаментами.
Самые древние сохранившиеся переплёты относятся к концу III — началу IV века. Коптские переплёты делятся на два основных типа: деревянные и кожаные. Деревянные могли частично или полностью обтягиваться кожей; прототипом такого переплёта были восковые таблички, скреплённые металлическими кольцами или нитями, с углублённой центральной частью (покрываемой воском) и выпуклыми краями. Коптское переплётное искусство оказало большое влияние на переплётное дело и в Европе, и на Востоке. Так, деревянный переплёт, обшитый кожей, сделанный по тому же образцу, что и коптские, известен в Англии ещё с VII века. Древнейший сохранившийся там переплёт — на Евангелии от Иоанна, принадлежавшем Св. Кутберту. Деревянные крышки покрыты козьей кожей, окрашенной в красный цвет (именно такой кожей, какая употреблялась в Египте), — это явно не местная продукция, а предмет импорта с Востока. Коптская манера украшения переплётов оказала влияние на иранское книжное искусство — прорезные узоры на золотом и цветном фоне; однако такая техника известна и в средневековой Германии и Франции. Типичная для немецких и английских книг XV века схема расположения узоров на переплёте имеет прообразом коптскую манеру.

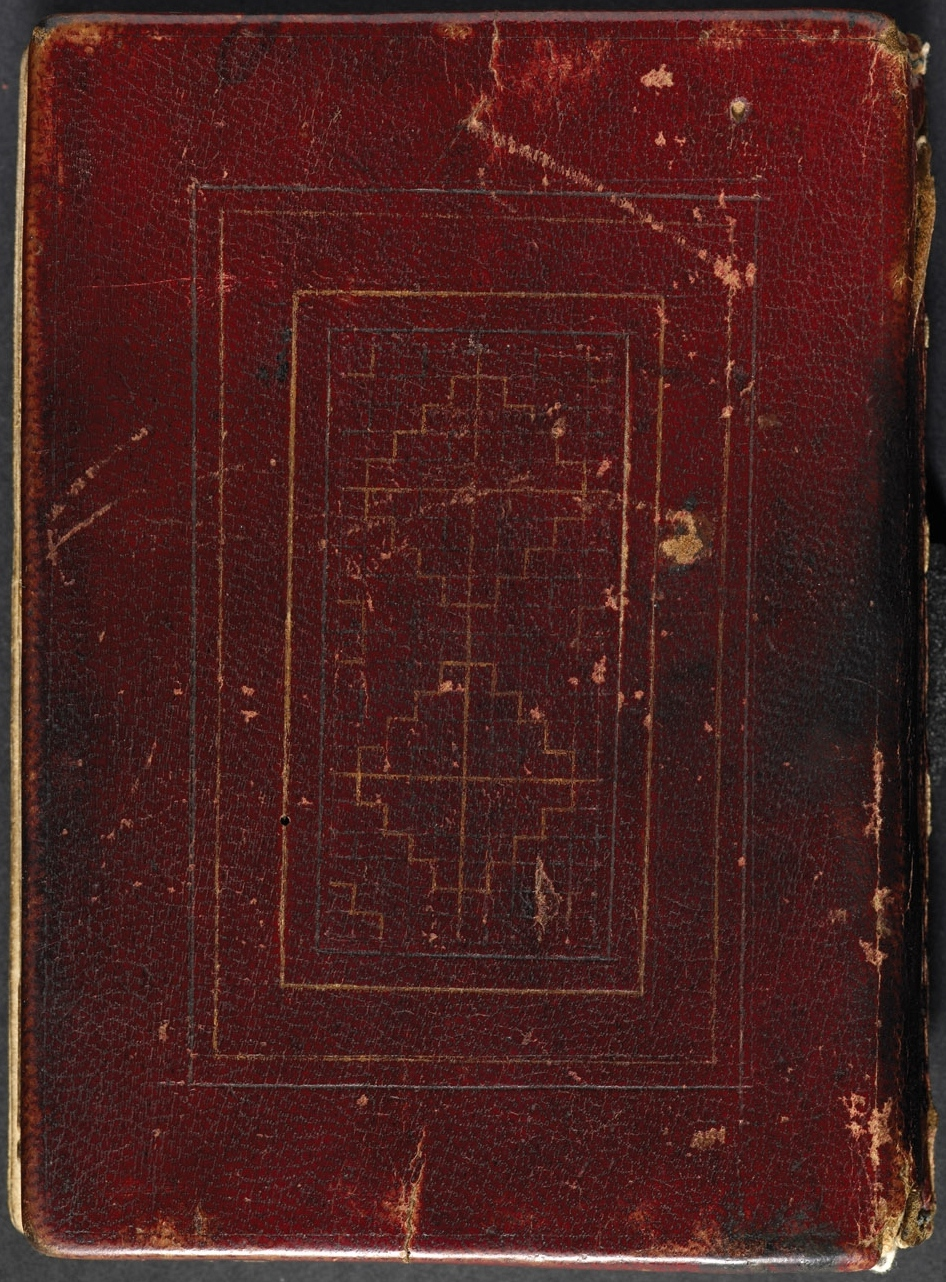
Задняя крышка переплёта Кутбертова Евангелия. Британская библиотека

Деревянные переплёты, судя по сохранившимся образцам, украшались инкрустацией: узор на лицевой доске представлял собой центральное панно с рамкой. В одном из писем, содержащихся в Кёльнском папирусе, приводится ряд терминов для деревянного переплёта. Крышки-доски называются поче, центральное панно — пюле (грецизм — «ворота»), рамка — кот («окружение»), инкрустированные украшения — йепса. Из других документов следует, что кожаные переплёты могли изготавливать и сами переписчики, но деревянные переплёты, не говоря о драгоценных — из кости, золота, серебра и каменьев, могли делать только специалисты. Для переплетения использовался термин «украшать книгу» (тсано или грецизм космео). В одном из писем мастер сообщает о посылке заказчику временно понадобившейся тому книги, прося вернуть её обратно, чтобы он её «украсил», и добавляет, что «украшает» «Апостола».
Во время раскопок на территории монастыря архангела Михаила близ Харабет-Хамули в западной части Файюма была найдена библиотека хорошо сохранившихся пергаментных книг VIII—X веков. В 1910—1911 годах Дж. П. Морган купил 52 кодекса, из которых 35 были в переплётах. Все они — кожаные на папирусной основе с тиснёными узорами; 17 из них — резные, в том числе 5 на основе позолоченного, 12 — на основе цветного пергамента. Узоры на переплётах разнообразные, нет даже двух тождественных, при этом заметно, что они — продукт единой школы.

## Хранение книг
Книжные шкафы в монастырях коптов не имеют аналогов — это заложенные снаружи оконные проёмы, в которые встраивались полки; иногда такие ниши снабжались дверцами. Поэтому термин, означающий книжный шкаф, в коптском языке дословно означает «окно книг». Если книжное собрание было невелико, кодексы складывали на скамью. Известен как минимум один переплёт VII века с цепью — особо ценные или пользовавшиеся спросом книги приковывали к полкам, чтобы их нельзя было унести. Против хищения книг были направлены и проклятия, записанные в колофоне рукописи. Проклятия были действенными ещё в XIX веке: Г. Бругш в Вади-Натрун не смог купить ни одной рукописи, в которой содержалась подобная анафема.

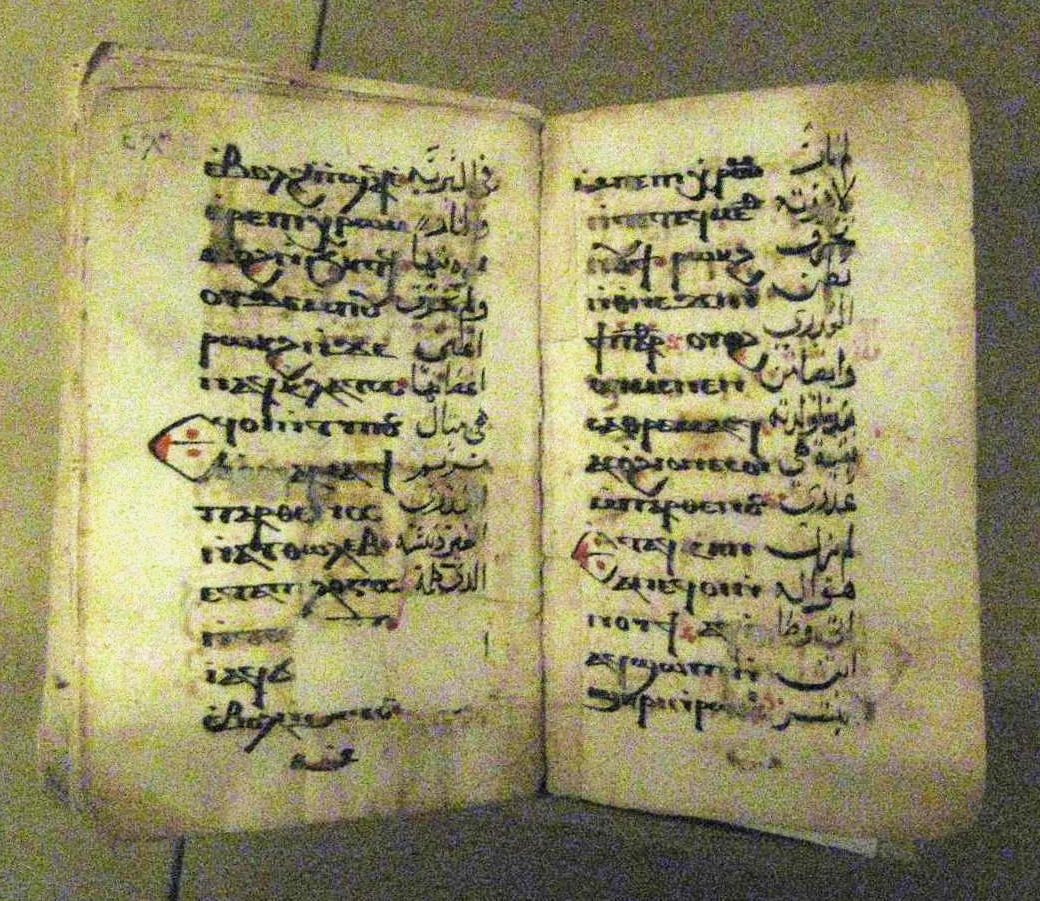
Пергаментная рукопись из Вади-Натрун (вероятно, из Монастыря Сирийцев), переписанная между 700 и 900 годами. Коптский текст снабжён арабскими пояснениями. Метрополитен-музей

Чтобы избежать разрыва возле корешка, копты предохраняли книги от слишком сильного разгибания: тома́ нередко снабжались кожаным ремешком, соединяющим противоположные крышки переплёта. Ремешок натягивался, когда книгу раскрывали, и не давал ей разогнуться совсем. Пюпитры для чтения имели форму двух плоскостей, сходящихся под тупым углом, чтобы удерживать книгу в степени раскрытия, не опасной для корешка.
Специфика книжной культуры Египта — в утаивании книг в пустыне ради их сохранения. Традиция возникла ещё в период гонений римских властей на христиан, а затем — христиан на язычников и еретиков; позднее монастыри подвергались нападениям пустынных племён или оказывались в опасности из-за войн. В подобных случаях владельцы стремились закопать книги, поэтому многие библиотеки раннесредневекового Египта хорошо сохранились. Чаще всего рукописи заворачивали в ткань и помещали в кувшин, как произошло с библиотекой Наг-Хаммади и собранием монаха Файбамона (пять кодексов). Манихейская библиотека была спрятана в деревянном сундуке, причём каждый кодекс был ещё зажат двумя досками. Так же сохранялись и библиотеки в заброшенных монастырях, например, у Эдфу.

## Читательская среда

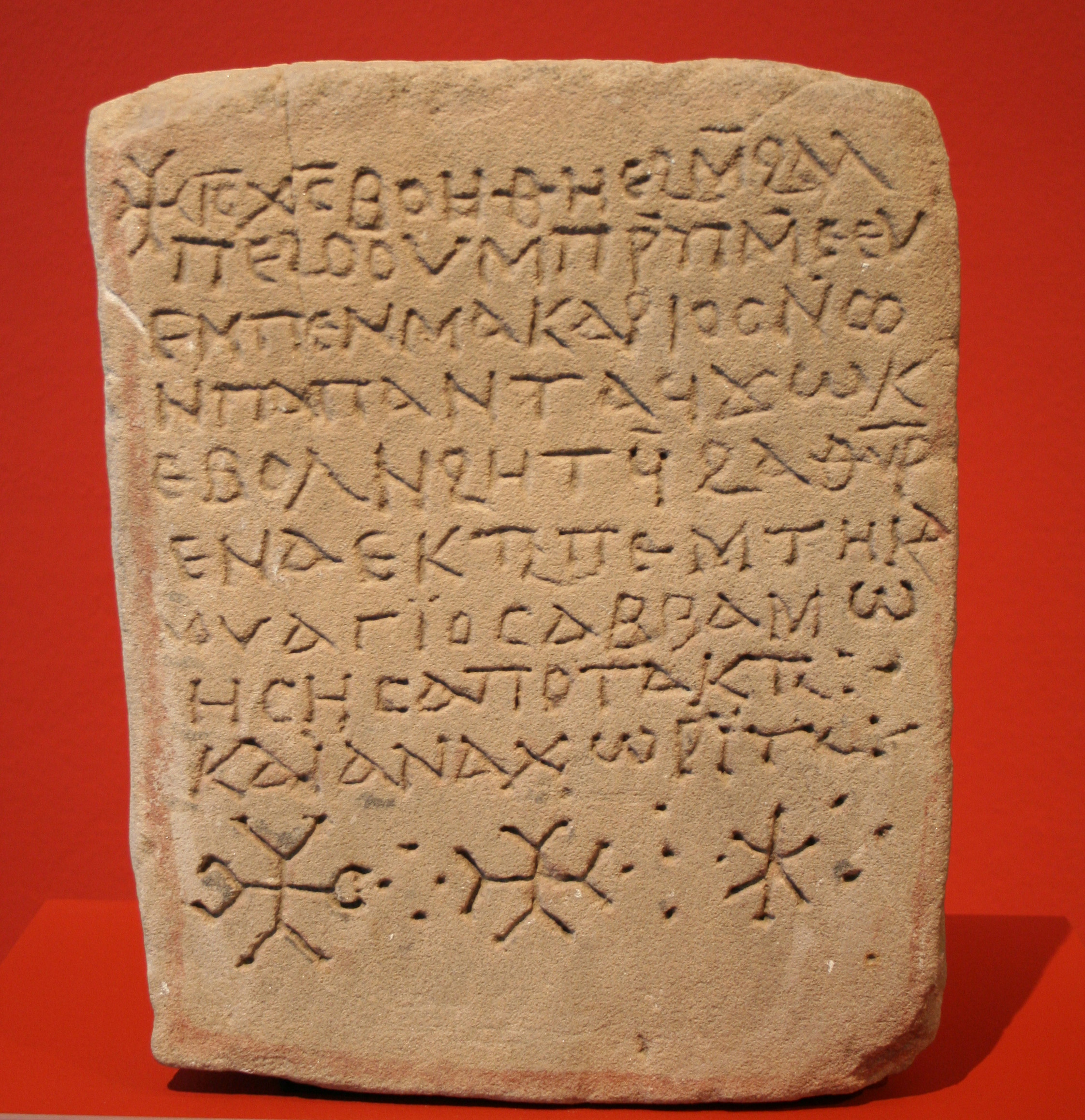
Стела с коптской надписью. Музей Рёмера и Пелицэуса, Хильдесхайм

### Грамотность
До создания алфавита грамотность среди египтян была очень низкой, что объяснялось как закрытым характером интеллектуальной культуры, так и сложностью усвоения письменности. После создания коптского письма деятели коптской церкви настаивали на необходимости просвещения, а Пахомий Великий включил в свой монастырский устав требование к монахам уметь читать и писать.
Оценить степень распространения грамотности среди коптов сложно. Официальным языком Египта до начала VIII века был греческий, соответственно, он был престижным, а всё, что выходило за пределы греческой культуры, считалось неграмотностью («аграммата»). От римского периода остался документ — петиция девяти жрецов храма Кроноса (Петбе), из которых восьмеро относились к категории игуменов, а один был писцом-«грамматиком». Однако петиция была подписана только одним игуменом, поскольку остальные «не знают грамоты». Таким образом, образованные египтяне — носители традиционной культуры (в том числе писец) — также считались неграмотными. Получить представление о числе грамотных коптов можно только при изучении деловых документов, а точнее — подписей лиц, выдающих документ, и свидетелей.
Расцвет коптской документалистики пришёлся на VIII век, от которого дошло подавляющее большинство документов, а также эпиграфических памятников: византийская администрация с греческим делопроизводством прекратила существование, а новая — арабская — ещё не успела сложиться. Формуляры остались прежними, равно как юридические формулы и терминология, заимствованная из греческого языка, то есть коптский язык был попросту допущен в административную сферу. Процесс же замены греческого и коптского делопроизводства арабским требовал коренной перестройки.
Крупнейший коптский документальный фонд был обнаружен в Джеме (район Фив) и датирован второй половиной VIII века. По мнению Франка Штейнмана, число грамотных коптов в тот период могло достигать 40—50 %, причём в соответствующих социальных группах этот процент был намного больше. Среди духовенства грамотных было 78 %, а в среде деревенской администрации — 32 %. В то же время большинство домо- и землевладельцев, фигурировавших в документах, были неграмотны. Среди представителей низших сословий, живших поблизости от монастырей, процент грамотных был выше — в одном из документов фигурирует грамотный пастух. Переписка простых людей велась обычно на остраконах из глины или известняка; тематика её разнообразна, особенно много статистического материала дают деловые записки и просьбы, адресованные родственникам или соседям.
Имеются также свидетельства грамотности женщин — при раскопках обнаружены документы и письма, созданные женщинами, в том числе переписанные ими собственноручно. Почерк и манера письма при этом ничем не отличается от почерка на документах, написанных мужчинами. У Евсевия Кесарийского приводятся сведения о женщинах-каллиграфах, которых брали на работу в греческие скриптории, а в документах упоминаются также и коптские женщины, которые переписывали книги на заказ.

### Частные книжные собрания. Книжный обмен

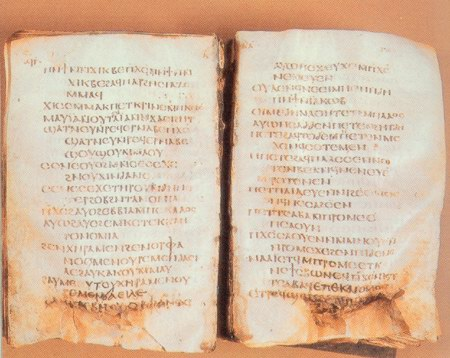
Псалтирь из Аль-Мудиля, обнаруженная в 1984 году — древнейшая из коптских псалтырей. Коптский музей

Владельцы частных книжных собраний упоминаются в святоотеческой литературе IV — первой половины V века. Евагрий Понтийский обладал коллекцией «канонических и великолепных книг», которые были сожжены при гонениях на оригенизм. Пафнутий Скитский был однажды обвинён в краже книги у своего сотоварища-монаха по наговору последнего, подбросившего свою книгу в келью.
Материальные свидетельства существования частных книжных собраний у коптов хранятся в женевской библиотеке Бодмера и других музейных собраниях Европы и США. В Женеве хранятся двадцать книг IV века, происходящих из неизвестного места в Верхнем Египте. Некогда это была единая библиотека какого-то образованного человека. Туда входили: на греческом языке — часть «Илиады», «Угрюмец» Менандра, «Гомилия» Мелитона, апокриф «Рождество Марии», апокрифическая переписка апостола Павла с коринфянами, 11-я ода Соломона, отрывки из литургии, несколько копий Евангелия от Луки и от Иоанна, Псалмы 33-й и 34-й, Деяния Апостолов и разные послания апостолов; на коптском языке — часть Бытия и Второзакония, Исход, Притчи, книги пророков Осии, Иеремии, Варуха, Евангелия от Матфея и от Иоанна, Послание к Римлянам. Книги были в кожаных переплётах на папирусной основе, большинство их переписано на папирусе, некоторые — на пергаменте.
В 1920-е годы в Гизе, неподалёку от пирамид, в кувшине были найдены пять пергаментных томиков малого формата (9—13 см высотой) вместе с монетами 527—602 годов. Из колофонов следует, что они принадлежали монаху — брату Фойбамону — и были переписаны по его заказу каллиграфом (свидетельство, что монахи могли иметь книги в личном пользовании). Все книги — на коптском языке. В 1-й кодекс входили Послания Павла и Евангелие от Иоанна, во 2-й — Деяния Апостолов и Евангелие от Иоанна, в 3-й — Псалмы 1—50 и часть Евангелия от Матфея, в 4-й — Псалмы 51—151, в 5-й — апокрифическая переписка Иисуса с Авгаром, апокрифическое послание Павла, Екклесиаст, Песнь Песней и Руфь. Сохранились и книжные списки на остраконах и папирусах. В основном это описи имущества, завещания, реже — каталоги библиотек или списки книг, посылаемые для обмена.
Поскольку книги составляли огромную материальную ценность, ими обменивались для копирования или изучения. На одном из остраконов сохранилась записка с просьбой прислать Книгу пророка Иеремии, «чтобы я прочёл её». При взятии рукописи во временное пользование обычно условливались о сроке возврата. В частной переписке встречаются извинения за просрочки. Точный срок возврата книги — через два дня — имеется в письме из Мединет-Абу, автору которого требовался медицинско-магический справочник. Если книгу заимствовал малознакомый человек — требовалась рекомендация.

## Библиотеки

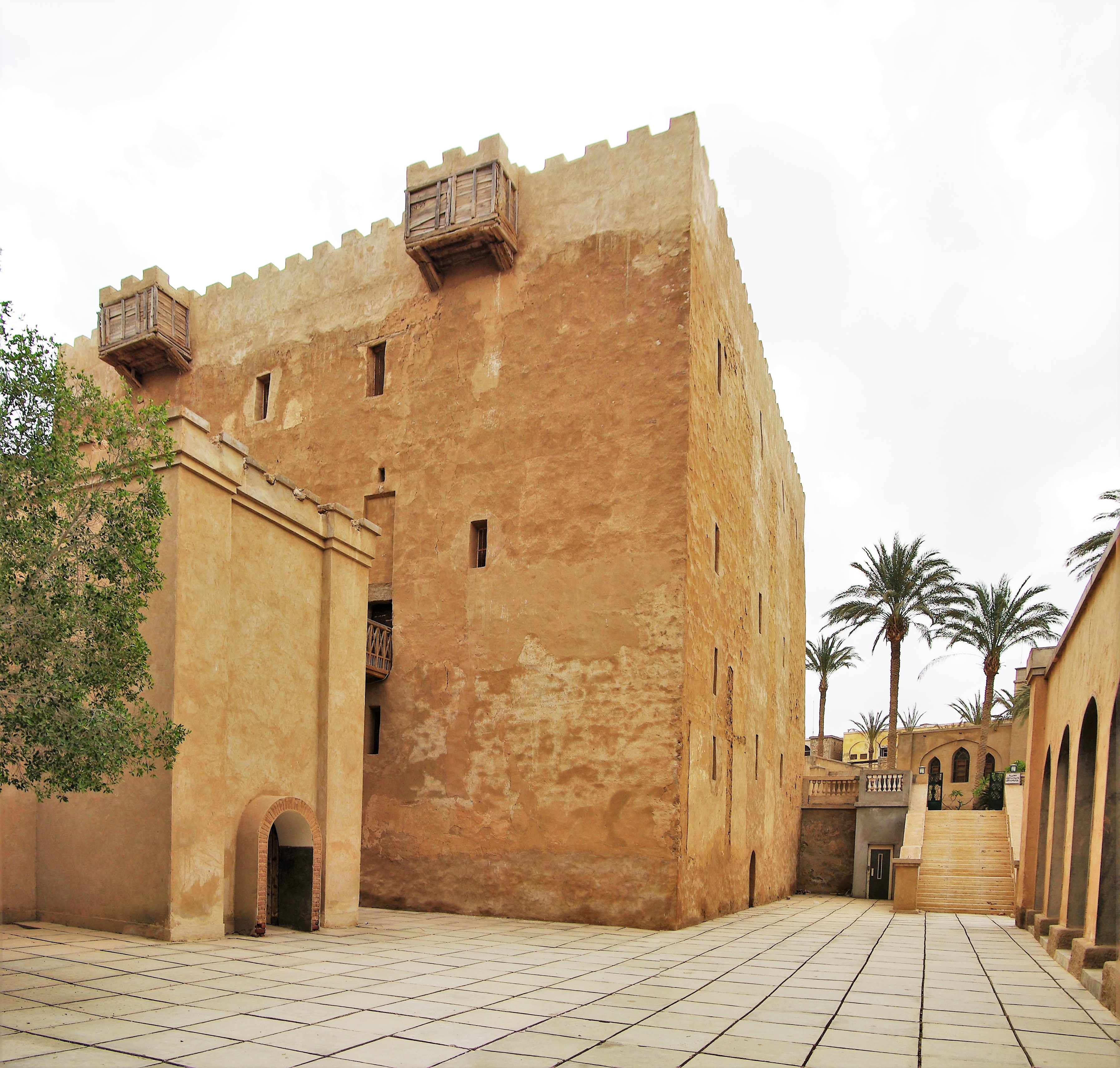
Башня монастыря Макария Великого. Фото 6 ноября 2010 года

Основным типом коптских библиотек были книжные собрания при церквях и монастырях. Монастырские библиотеки являлись частью храмового имущества и должны были находиться непосредственно при церкви. Однако ввиду опасности набегов и разграбления ризницы, за исключением книг, необходимых при повседневном богослужении, библиотека содержалась вместе с другими ценностями в укреплённой башне, «касре». При раскопках монастыря Св. Макария в Вади-Натрун на втором этаже башни было найдено помещение библиотеки. Его можно было сразу опознать по заложенным снаружи оконным проёмам со вделанными деревянными полками. Имелся и тайник, расположенный между полом книгохранилища и потолком помещений первого этажа; там же нашлись остатки библиотеки на коптском и арабском языках; рукописи были сложены в корзины.
Почти единственный письменный источник для определения состава коптских библиотек — немногочисленные каталоги, а также колофоны рукописей, содержащие сведения о заказчике и исполнителе данной работы. Однако подробные колофоны стали частью коптской книжной культуры только под арабским влиянием. Там назывался монастырь или даже конкретная церковь и отец-эконом. Сама библиотека не упоминалась, так как пожертвование в монастырь книги было благочестивым актом. Впрочем, в одной рукописи гомилий особо упоминается помощь учёного библиотекаря и используется сам термин «библиотека», причём в контексте, из которого следует, что она совмещала функции книгохранилища и скриптория.

### Комплектование библиотек
Пополнение церковных и монастырских библиотек осуществлялось тремя путями: покупкой, дарением и перепиской на месте. Второе и третье чаще всего совпадало, поскольку жертвователь заказывал книгу тому же монастырю, в который делал вклад. Император Зенон выделил монастырю Св. Макария ежегодную субсидию, которая, судя по всему, предназначалась именно для пополнения библиотеки. Библиотека полностью погибла. Наиболее ранним свидетельством наличия библиотек в Вади-Натрун является колофон в Ватиканской сирийской рукописи 576 года, в котором говорится, что настоятель Феодор купил рукопись «для рассмотрения, чтения и духовного поучения». Настоятели и монахи могли на собственные средства или собственноручной перепиской пополнять библиотеки своей обители, как было в Белом монастыре в 986 году. Группа монахов в середине XII века заказала на собственные средства сборник духовных поучений в библиотеку своего монастыря, и таких случаев немало.
Самым распространённым было дарение книг, которое в одном из колофонов называется «даром, более избранным, чем все дары неба». Поскольку книга была очень дорогим приношением, она могла служить даром от целой семьи. Среди дарителей нередко встречаются женщины. Встречались более сложные схемы: по заказу дарителя копировалась книга, хранящаяся в монастыре, для пожертвования копии в другой монастырь. Так, около 1118 года монах Белого монастыря Георгий заказал для какой-то церкви (её название не сохранилось) переписать лекционарий с рукописи, хранящейся в монастыре, писцу-монаху этого же монастыря Виктору. Из колофона следует, что Георгий воздвиг церковь на свои средства и заботился о службе в ней.
Для монахов переписка книг была не только послушанием, но и вкладом в имущество обители. В колофоне рукописи X века из неизвестного монастыря, содержащей проповеди и послания патриарха Шенуды, указано, что «этот большой том переписан монахами, поскольку имевшаяся у них книга сильно износилась».
Дарители могли покупать и готовые рукописи для вклада в монастырь. Сложная история произошла с одной из Псалтирей: она была переписана диаконом Сусинне в начале XII века, через много лет куплена неким Птукесом и пожертвована в Белый монастырь. Во время набега Ширкуха на Египет в 1167 году она попала в руки тюркских солдат, очевидно, при разграблении Белого монастыря, затем была выкуплена у них неким Абу-Насром и в 1172 году подарена им, вероятно, тому же Белому монастырю.

### Статус и функционирование библиотек
Монастырские библиотеки имели двойственный статус — духовный и экономический. Составляя часть церковного имущества, книжные собрания входили в компетенцию отца-эконома, поэтому в некоторых колофонах приношение книгами адресуется именно экономату монастыря. Соответственно, эконом чаще всего был и библиотекарем, поскольку библиотека была ещё и хозяйственным архивом; монастырские писцы вели и хозяйственную документацию данной обители. В частности, сохранилось немало документов о дарении монастырям детей со стандартной формулой: 

Я дал его (то есть дарственный документ) нашему отцу епископу, чтобы он поместил его в библиотеку святого монастыря, чтобы, если воспрепятствуют мальчику быть рабом святого монастыря, его (то есть документ) предъявили.
Коптские монастырские библиотеки не были совершенно изолированы от внешнего мира: в колофонах и маргиналиях упоминаются и читатели-миряне. Многие коптские и сирийские учёные использовали материалы библиотек Египта для написания своих трудов, как Север Ашмунейский с его «Историей александрийских патриархов» и Макарий — автор коптского «Номоканона». Некоторые любители книг, поступая в монастырь, делали своим послушанием приведение в порядок библиотек. Например, в конце XII века в Монастыре Сирийцев был монах, «заслуживший добрую память», поскольку переплёл и реставрировал около 100 книг.

### Состав книжных собраний
Сохранилось три коптских книжных списка: один на обрывке папируса, делающем невозможным отождествление библиотеки, второй — на остраконе, третий — на стенах помещения библиотеки. Список на остраконе сохранился лучше всего: он был куплен в Луксоре в 1888 году у торговца древностями. Это кусок известняка неправильной формы с максимальными размерами 18,5 × 24,5 × 2,8 см, исписанный с обеих сторон: на лицевой стороне — в две неправильные колонки, разделённые линией, причём строки идут в направлении наибольшего размера, на обороте — сплошным текстом, причём строки идут в направлении меньшего размера. По палеографическим данным его датируют концом VII — началом VIII века. Составитель его — некто Калапесий. Монастырь, которому принадлежала библиотека, видимо, располагался близ Накады.
В списке на остраконе перечислены 80 книг, причём 33 — в первичном списке, который дважды дополнялся. В первичный список входит ряд книг Ветхого и Нового Заветов, а также лекционарии и устав Пахомия, наставления Афанасия Александрийского и мартиролог апы Филофея. В списке пополнений из 25 пунктов книги разнообразнее по содержанию: это жития и книга по истории церкви. Во втором пополнении указаны 22 книги, в том числе Книги Иова, Даниила, Притчи, проповеди, мартирологи, «маленькая (книга) о богатых и бедных» и «врачебная книга». В списке каждый раз указан писчий материал, на котором книга написана; перечисляются четыре вида: пергамент, папирус, «папирус старый» и «папирус новый». Два последних термина непонятны. В списке под № 48 упоминается палимпсест. Всего в собрании 61 папирусная книга (из них 17 — на «новом», 8 — на «старом» папирусе). Размеры книг не указывались, но, если они были малого формата, на это следовало указание (три случая: № 32, 75, 79).
Обрывок каталога на папирусе был найден Флиндерсом Питри в Файюме в 1889 году. Он имеет заголовок «Список книг, которые мы разметили». Сохранилось перечисление 105 рукописей — 16 книг Ветхого завета (из них восемь Псалтирей), примерно десять — Нового завета, 44 лекционария, антифонарий, гомилии. Около десятка книг — на греческом языке. Как и в каталоге на остраконе, указан материал — папирус или пергамент.

### Библиотека Белого монастыря

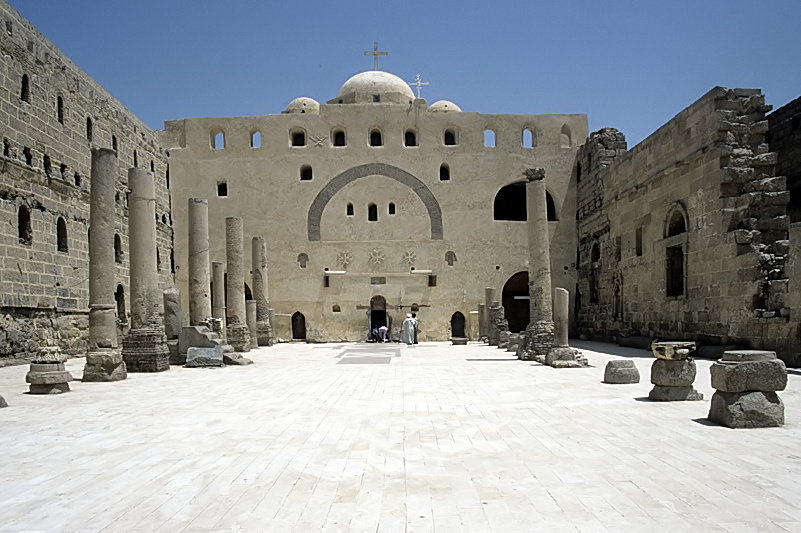
Церковь святого Шенуте в Белом монастыре была построена около 455 года. Фото 2005 года

Белый монастырь расположен в 8 км к северо-западу от Сохага, это один из старейших египетских монастырей: он был основан около 350 году святым Пжолем, дядей знаменитого апы Шенуте. Своё название он получил уже в арабскую эпоху, поскольку был сооружён из тёсаного известняка. Его библиотека, по-видимому, была одной из самых больших, если не самой значительной по объёму коптской библиотекой. Её остатки были обнаружены в 1883 году Г. Масперо. В то время она представляла собой кучу пергаментных листов и обрывков, числом более 4000; это было всё, что осталось после распродажи в XVIII веке. Большинство рукописей, найденных Масперо, было приобретено парижской Национальной библиотекой, остальное разошлось по музеям Берлина, Лондона, Лейдена и попало в руки торговцев древностями.
Масперо не обратил внимания на остатки надписей по стенам библиотеки. Только весной 1903 года английский каноник У. Олдфилд при посещении развалин обители списал граффити и надписи. В маленькой комнате (12,5 м²), расположенной к северо-востоку от церкви, оказался каталог монастырской библиотеки, написанный прямо в книгохранилище на тех местах, где располагались полки и ниши с книгами. Надписи сохранились очень плохо, но позволили понять логику расположения книг и их примерный состав. Так, у северной стены располагались полки с текстами Нового Завета, у восточной стены — гомилетика и церковная история, у западной — агиография. Хотя у южной стены надписи не сохранились, по порядку там должны были располагаться книги Ветхого Завета. Время составления каталога неизвестно, но в начале каждого раздела библиотекарь написал короткую молитву за самого себя; его имя — апа Клавдий, сын Палеу Мисхина.

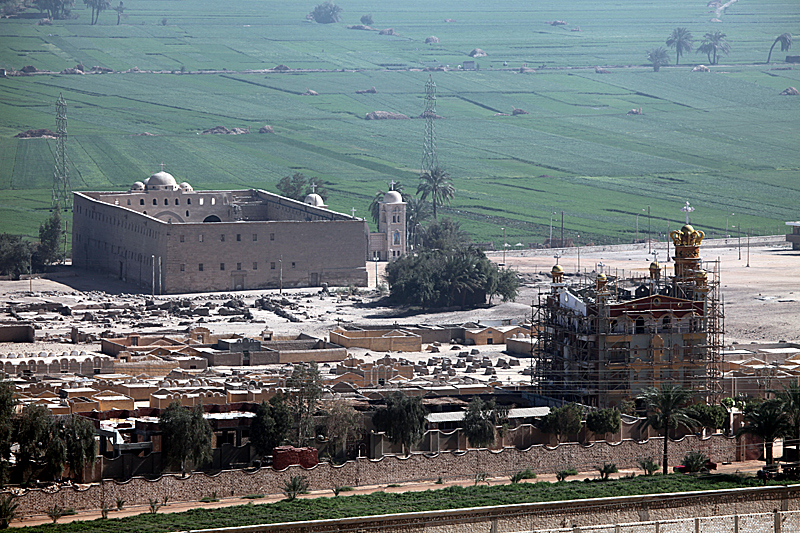
Вид Белого монастыря с восточной стороны. Фото 2010 года

В сохранившейся части надписей на северной стене упоминаются 109 рукописей Четвероевангелия в футлярах и 10 — без футляров, а также Послания и Деяния апостолов. На восточной стене надписи сохранились хуже всего — это некие послания и труды епископов, а также неизвестная книга по истории. На западной стене перечисляются жития Висы, Севера Антиохийского, Писентия, Иоанна Колова, апы Памина, Археллита, апы Илии, апы Авраама, апы Зиновия, апы Матфея, Кирилла, Шенуте (8 экземпляров), апы Аполло, апы Пахомия (20 экземпляров), апы Марка, апы Моисея (2 экземпляра), Матфея Бедного, апы Симона, Киприана Антиохийского, апы Самуила, апы Феодора, апы Хемиме, апы Пахома с Хорсиэсе и Феодором, 24 старцев Скита, апокрифические деяния апостолов. Кроме того, упоминаются произведения Висы (преемника Шенуте) о воскресении и о «нашем отце апе Шенуте» и книга «Давид-царь» (13 экземпляров, очевидно, Псалмы). Почти все эти сочинения дошли до наших дней, причём во фрагментах и списках именно из Белого монастыря.
В 1972 году профессор Тито Орланди (Римский университет Ла Сапиенца) объявил о начале проекта реконструкции библиотеки Белого монастыря, который постепенно осуществляется.